# Potentilla algida
Potentilla algida es una especie de planta del género Potentilla, perteneciente a la familia Rosaceae.

## Taxonomía
Potentilla algida fue descrita por Jiří Soják en 1969.

## Distribución
Se encuentra en el territorio de Kirguistán y Tayikistán.